# L'Agence tous risques
Cet article concerne la série télévisée. Pour son adaptation au cinéma, voir L'Agence tous risques (film).
Pour les articles homonymes, voir ATR.
Ne doit pas être confondu avec Pour l'amour du risque.
L'Agence tous risques (The A-Team ou ATR) est une série télévisée américaine en 98 épisodes de 45 minutes créée par Frank Lupo et Stephen J. Cannell, et diffusée entre le 23 janvier 1983 et le 8 mars 1987 sur le réseau NBC.
En France, la série est diffusée à partir du 1er juillet 1984 sur TF1 (saisons 1 à 4) puis la cinquième saison inédite en juillet 1993 sur RTL-TVI et RTL TV puis aussi sur TF1 entre 1993 et 1994 la rediffusion de la saison 5 du 5 février 1996 au 16 février 1996 sur TF1. Elle a ensuite été rediffusée à plusieurs reprises, du 6 juillet 2002 au 8 mai 2004 sur M6 ; entre 1997 et 2000 puis en 2003 sur 13e rue, de juin 2010 à août 2013 sur TMC ainsi qu'à partir du 16 décembre 2013 jusqu'en juillet 2014 sur HD1 et depuis le 19 février 2015 sur Paris Première. Rediffusée sur RTL9 dès le 5 décembre 2016, la série est ensuite diffusée sur TV Breizh.
Le 16 juin 2010, un film du même nom est commercialisé par 20th Century Fox.

## Synopsis

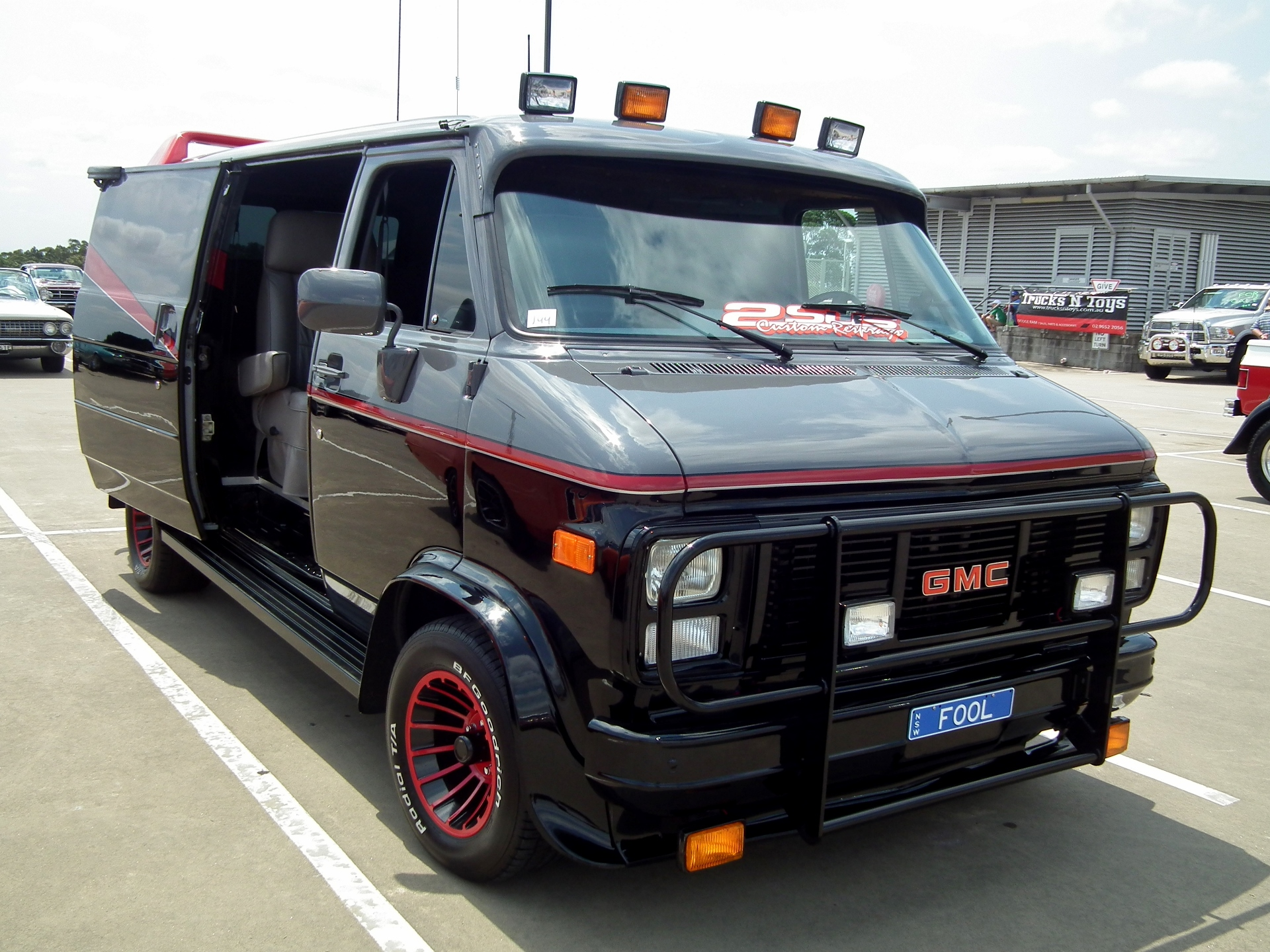
Un van GMC Vandura personnalisé, similaire à celui de L'Agence tous risques dans la série.

En 1972, pendant la guerre du Viêt Nam, le chef hiérarchique d'un petit groupe de soldats américains, le colonel Morrison, donne l'ordre à son équipe de piller la banque de Hanoï afin de précipiter la fin de la guerre. La mission est un succès mais, quatre jours après la fin du conflit, l'escouade de soldats retrouve son commandant assassiné par les Viet Cong, et son quartier général entièrement détruit.
Aucune preuve n'indiquant que les soldats agissaient sur ordres de Morrison, les membres de l'équipe sont alors accusés du vol de la banque pour leur propre compte. Ils passent devant une cour de justice militaire, qui les condamne à une peine d’emprisonnement. Incarcérés à Los Angeles, au début des années 1980, ils s'évadent rapidement.
Depuis, le groupe, qui se fait appeler l'« Agence tous risques » (The A-Team en VO) et qui est dirigé par l'ancien lieutenant-colonel John « Hannibal » Smith, mène une vie de mercenaires clandestins au service de « la veuve et l'orphelin », combattant les injustices locales si l'on parvient à les contacter.
L'Agence tous risques bénéficie de génériques différents à chaque saison, avec une accroche commune :

« Il y a dix ans [ou « en 1972 »], les hommes d'un commando d'élite stationné au Viêt Nam furent envoyés en prison par un tribunal militaire, pour un crime qu'ils n'avaient pas commis. Ces hommes s'évadèrent rapidement de leur prison militaire de haute sécurité, se réfugiant dans les bas-fonds de Los Angeles. Aujourd'hui, toujours recherchés par le gouvernement, ils survivent comme mercenaires. Si vous avez un problème, si vous êtes seul, si personne ne peut vous aider, si vous êtes acculé, si la justice ne peut plus rien pour vous, il vous reste un recours, un seul : l'Agence tous risques,. »

Plus tard, au cours de la saison 2, l'accroche fut modifiée : « Accusés d'un vol qu'ils n'ont pas commis, n'ayant aucun moyen d'en faire la preuve, ils fuient sans cesse devant leurs poursuivants. Pour subsister, ils emploient leurs compétences. Quand la loi ne peut plus rien pour vous, il vous reste un recours, un seul : l'Agence tous risques. »
Une autre accroche existe : « Dix ans plus tôt, les hommes des commandos spéciaux quittaient le Vietnam. Chacun d’eux possédait une somme de connaissances qui allait se trouver inemployée. C’est pourquoi les services spéciaux décidèrent d’utiliser, dans certains cas, ces soldats de fortune regroupés sous une seule autorité, l’agence qui devint très vite l’Agence Tous Risques. »

## Distribution

### Acteurs principaux
- George Peppard (VF : Dominique Paturel) : le colonel John « Hannibal » Smith
- Tim Dunigan (pilote uniquement) / Dirk Benedict (à partir de l'épisode 2) (VF : Guy Chapellier) : le lieutenant Templeton « Futé » Peck (VO : « Faceman »)
- Dwight Schultz (VF : Francis Lax) : le capitaine Henry « Looping » Murdock (VO : « Howling Mad »)
- Mister T. (VF : Henry Djanik) : le sergent (sergent first class en V.O. équivalent à sergent-chef BM2 dans l'armée française) Bosco Albert « Barracuda » Baracus (VO : « B. A. » pour « Bad Attitude » : mauvais comportement chez les militaires)
- Melinda Culea (VF : Catherine Lafond) : Amy Amanda « Triple A » Allen (saisons 1 et 2)
- Robert Vaughn (VF : Roger Rudel) : le général Hunt Stockwell (saison 5)
- Eddie Velez (VF : José Luccioni) : Frankie Santana (saison 5)

### Acteurs récurrents
- Lance LeGault (VF : Daniel Gall / Bernard Woringer en alternance et Michel Paulin (s02 ép. 5)) : le colonel Roderick Decker (20 épisodes)
- Carl Franklin (VF : Daniel Gall en alternance avec d'autres comédiens) : le capitaine Crane (17 épisodes)
- Marla Heasley (VF : Catherine Lafond) : Tawnia Baker (10 épisodes)
- Jack Ging (VF : Jacques Deschamps) : le général Harl « Bull » Fullbright (8 épisodes)
- Judith Ledford (VF : Catherine Lafond) : Carla (7 épisodes)

### Invités
Note : dans l'épisode 9 de la saison 3, la fausse agence tous risques est jouée par les cascadeurs de la véritable agence : seul Tony Brubaker pour Baracuda est crédité
Note : Ici, sont listés uniquement les personnages connus qui sont apparus dans la série ainsi que les acteurs ayant une certaine notoriété.

## Production

### Développement
L'Agence tous risques a été créée par les producteurs américains Stephen J. Cannell et Frank Lupo à la demande du président du réseau NBC, Brandon Tartikoff. Stephen J. Cannell a été renvoyé de chez ABC au début des années 1980, après avoir échoué dans sa tentative de produire une série à succès pour la chaîne. Cannell est engagé à la NBC et son premier projet est de créer L'Agence tous risques. Brandon Tartikoff considère la série comme un mélange de Mission Impossible, Les Douze Salopards, Les Sept Mercenaires, Mad Max et Capitaine Furillo, avec « Mr. T conduisant l'engin,,,. »
L'Agence tous risques n'était, au départ, pas considérée comme une future série à succès, mais Stephen J. Cannell explique que George Peppard était persuadé qu'elle deviendrait un succès « avant même que l'on allume la caméra ». La série se popularise ; le premier épisode, diffusé juste après le Super Bowl XVII le 30 janvier 1983, atteint 26,4 % de l'audience sur la chaîne, le classant ainsi quatrième sur l'Échelle de Nielsen.
Le titre original de la série vient des « Special Forces » (SF, « forces spéciales »), que les Nord-Américains surnomment A-Teams et populairement connues sous le surnom des « bérets verts » (green berets), qui sont une unité des forces spéciales de l'US Army. Spécialisées dans la guerre non conventionnelle, les actions commandos et la formation de troupes alliées, elles ont, depuis leur création au début des années 1950, été engagées dans la plupart des conflits impliquant les États-Unis.

### Contexte
La série s'inscrit dans un contexte particulier aux États-Unis, qui voit apparaître de nombreux vétérans de la guerre du Viêt Nam, comme le détective privé Thomas Magnum ou le sergent T.J. Hooker, dans les séries télévisées américaines. Rapatriés après la fin officielle de la guerre, en 1975, certains vétérans américains ont éprouvé de grandes difficultés à se réintégrer dans une société qui ne les reconnaissait plus. D'une part, les traumatismes physiques et psychologiques des soldats les rendaient extrêmement fragiles, d'autre part, à la frustration patriotique de la population s'est ajouté le rejet de soldats dont l'opinion publique découvrit brusquement les réalités de la guerre par les reportages d'informations des chaines de télévisions américaines comme CBS. En effet, si l'Amérique moyenne soutenait la guerre au début des années 1960, dans un contexte de guerre froide, il en allait tout autrement quinze ans plus tard. Les milliers de morts et de blessés dans le camp américain ne trouvaient plus aucun sens dans l'opinion publique, tandis que de nombreux journalistes révélaient la nature des combats, opposant des soldats lourdement armés à de féroces combattants mêlés à la population vietnamienne. Des photos d'enfants brûlés au napalm entre autres ont tôt fait de retourner le peuple américain contre une guerre idéologiquement discutée et grande consommatrice de soldats américains et d'argent public.
Dans ce contexte d'après-guerre, la société américaine rejette les vétérans, perdant de la guerre du Viêt Nam, une attitude illustrée notamment par la chanson Born in the USA de Bruce Springsteen, le film Rambo ou plus tard le film Né un 4 juillet avec Tom Cruise. L’Agence tous risques en est une autre illustration, puisque des soldats ayant agi sur ordre de la hiérarchie se retrouvent face à la justice de leur pays, pour un délit qu'ils n'ont commis que dans le cadre de leur fonction. Évadés, ils seront pourchassés pour ce délit, ne parvenant pas à faire reconnaître par le département de la Défense le contexte dans lequel les faits reprochés ont été commis.
Par ailleurs, d'un point de vue plus strictement formel, la série marque une évolution (ou du moins y participe) dans la structure des personnages. Autrefois seul, tel un Columbo ou une Arabesque, le héros se multiplie, ici par quatre, offrant plus de possibilités d'identification au spectateur. Chaque personnage est nettement marqué dans ses singularités, l'ensemble formant une équipe hétérogène mais néanmoins soudée, où tous les grands types de caractères (les archétypes) se reconnaîtront. Cette formule d'écriture des séries coexistera néanmoins avec d'autres personnages isolés, tels Magnum ou MacGyver, mais elle continuera de se développer pour atteindre un casting étendu dans des séries comparables à 21 Jump Street, Beverly Hills ou Urgences. Dans ces derniers exemples, il est possible de voir apparaître une nébuleuse de personnages, chacun développant une histoire parallèle ou imbriquée avec celle des autres protagonistes. De multiples spectateurs peuvent désormais s'identifier à un personnage en particulier, peu importe leur race, sexe, religion ou orientation sexuelle dans certains cas.
Enfin, pour les séries plus récentes, une telle évolution correspond peut-être aussi aux plans de carrière des acteurs, qui profitent des séries pour développer une carrière au cinéma (tels Johnny Depp) ou pas (Jason Priestley). Dans une telle perspective, les producteurs de la série ne peuvent se permettre d'interrompre une saison à cause du départ du rôle-titre. La multiplication des héros offre une solution à ce problème, puisqu'une série peut se passer d'un personnage dont l'histoire dira qu'il est parti à l'étranger, décédé ou quoi que ce soit qui explique son absence au générique.

#### Saisons une à quatre
Les épisodes sont en général construits sur des schémas très semblables. Le début de l'épisode correspond à la prise de contact entre un client terrorisé par une association de malfaiteurs ou un potentat local. La manière classique de cette rencontre est que le client entre en contact alors qu'Hannibal Smith est déguisé, afin de vérifier que le client n'est pas en réalité à la solde des militaires. Dans d'autres cas, l'Agence est en train de rouler et tombe sur quelqu'un qui a besoin d'aide. La plupart du temps, les honoraires pour l'intervention de l'Agence sont soit non demandés, soit non perçus, ou sont récupérés d'une autre manière (en prélevant sur l'argent des malfaiteurs par exemple).
Généralement, Looping n'est pas présent dans l'équipe au début de l'épisode car il est interné dans un hôpital psychiatrique, et l'Agence utilise le plus souvent Futé pour aller le récupérer grâce à divers stratagèmes. Cependant, cette intervention n'est souvent pas nécessaire : Looping s'évade de lui-même pour aller rejoindre l'Agence. Dans beaucoup d'épisodes, il aime avoir un objet ou un animal qui ne le quitte pas jusqu'à la fin (tel qu'un cafard, un homard, une chaussette) : formant un duo comique avec Barracuda, il l'agace généralement avec ses facéties.
Ensuite, l'Agence qui doit se rendre sur le lieu des crimes et délits des malfaiteurs emprunte parfois l'avion, ce que Barracuda déteste : dans ce cas il doit être endormi, au moyen d'un somnifère ou en l'assommant. Une fois sur les lieux, il y a souvent une annonce d'Hannibal aux malfaiteurs indiquant qu'ils doivent désormais compter avec eux. Cela produit en général une confrontation sans armes que les protagonistes (l'agence) gagnent facilement, tout en laissant curieusement leurs antagonistes (leurs ennemis) s'échapper. Peut-être dans l'espoir que ces derniers, impressionnés par les membres de l'Agence, abandonnent leurs entreprises malhonnêtes et s'en aillent.
Les antagonistes reviennent avec succès, mais, au lieu de tuer les membres de l'Agence, les enferment (souvent, sans même les ligoter et/ou les bâillonner) dans une grange, un garage ou un entrepôt, voire une mine. Privés de leurs armes, ils ont néanmoins à leur disposition du matériel tel que de l'acétylène, de la poudre à explosif, des tôles et des tubes d'acier permettant à Barracuda de bricoler des armes ou de refaire fonctionner un engin (voiture, tracteur...) ce qui leur permet dans un premier temps de s'échapper, puis dans un second temps, de neutraliser les malfaiteurs. Dans d'autres cas, Looping arrive à prendre le contrôle d'un hélicoptère, souvent sous le nez de son propriétaire, constituant un appui aérien non négligeable.
L'arrestation finale des antagonistes se fait parfois par un combat à mains nues, respectant la hiérarchie ou la spécificité des personnages (Hannibal contre le chef de l'équipe, Barracuda contre le plus fort physiquement), ou alors au terme d'une des innombrables poursuites de la série, qui permettent à chaque fois de mettre en valeur les talents de pilote de Barracuda au volant de sa camionnette ou d'un bolide insolite bricolé par l'Agence. Ils doivent souvent partir rapidement après la mise hors d'état de nuire des antagonistes pour échapper aux colonels Lynch ou Decker lancés à leur poursuite.
Dans tous les cas, l'utilisation d'armes de guerres létales n'entraine aucune mort ou blessure sérieuse. La plupart du temps, les ennemis sont sonnés, ou très légèrement blessés (une douleur à un membre ou à la tête). Dans les épisodes de la série, on ne compte au total que deux morts. Cette série a pour cette raison inauguré un genre à part entière à la télévision, puisque c'est la première série violente à avoir été diffusée aux heures de grande écoute aux États-Unis, justement en raison de l'absence, ou presque, de morts, et d'une représentation théâtralisée, édulcorée de la violence. À ce titre, la série apparaît quelquefois peu crédible, notamment dans l'épisode Tirez sur le Cheik, où un hélicoptère s'écrase contre une falaise, sans causer aucune mort.

#### Cinquième saison
La série perdant en popularité dans sa quatrième et avant-dernière saison[réf. nécessaire], le format de la série a été modifié pour la cinquième et dernière saison (1986-1987). Après avoir échappé pendant des années aux militaires, l’Agence tous risques est finalement arrêtée. Ses membres ont le choix entre retourner en prison, être exécutés ou être affectés à une agence gouvernementale dirigée par le général Hunt Stockwell (Robert Vaughn) qui réalise des missions secrètes. Ils choisissent de travailler avec Stockwell.

#### Arrêt de la série
Selon le producteur Stephen J. Cannell, la série s'est arrêtée au bout de cinq ans parce qu'elle devenait de plus en plus chère à produire. Qui plus est, les acteurs George Peppard, Dirk Benedict et Mr. T étaient de plus en plus démotivés (ce dernier aura d'ailleurs sa propre série, de 1988 à 1990). Il y avait en outre des dissensions croissantes entre George Peppard, acteur confirmé, ayant interprété de nombreux rôles au cinéma pour des réalisateurs prestigieux, jouant ici le chef de la bande de par son grade de lieutenant-colonel, et Mr. T, acteur nouveau venu et son inférieur hiérarchique dans la série, mais qui était devenu peu à peu la vedette officieuse de la série de par sa forte personnalité, son physique impressionnant et son apparence insolite.

## Épisodes
La série est composée de cinq saisons.

## Personnages

### Personnages principaux
Colonel John Smith, dit « Hannibal »
Son surnom est une référence au général carthaginois. Amateur de déguisements et cerveau de l'équipe, il a généralement un cigare à portée de main, et des gants en cuir noir. Il est souvent déguisé et a comme réplique préférée : « J'adore quand un plan se déroule sans accroc ! » (« I love it when a plan comes together » en VO) et son fameux « Allez ! Roule Barracuda ». C'est un tacticien hors pair – bien que ses plans ne se déroulent généralement pas comme prévu – et il a toujours un plan pour sortir l'Agence de toutes les situations, même les plus difficiles, chose qu'il aime. C'est pour cela qu'il accepte chaque nouvelle mission comme un nouveau défi. En dehors de son rôle dans l'équipe, il travaille en tant qu'acteur, jouant des monstres dans des films d'horreur à faible budget. Bien que l'Agence tous risques soit formée de quatre membres partageant le même sort, la hiérarchie militaire reste marquée entre eux. Hannibal s'impose tout naturellement comme le chef d'orchestre de leurs opérations. Il est ainsi le seul à écouter Looping, considéré comme fou ou crétin par les deux autres membres du groupe, qui ne font que l'entendre. De même, Hannibal est le seul à avoir une autorité naturelle sur Barracuda, parvenant à s'interposer en cas de dissensions avec Looping. Dans l'épisode pilote, Hannibal joue le rôle de Monsieur Lee, un commerçant asiatique sourd tenancier d'une laverie automatique, qui use souvent de proverbes chinois ; il est le contact imposé pour engager l'Agence. Monsieur Lee n'apparaît que lors de cet unique épisode de la série, il n'est plus que mentionné dans le reste de la série mais apparaît dans le montage vidéo de certains génériques des premières saisons. Le chef d'équipe s'affirme comme un provocateur, toujours optimiste, protecteur et attentif à l'équipe. Il garde son calme et son sang-froid devant ses adversaires
Lieutenant Templeton Peck, dit « Futé »
Futé est un baratineur hors pair et le logisticien de l’équipe, malin et séducteur. Suave, élégant et de belle apparence, ayant énormément de succès auprès des femmes, « Futé » est capable d'obtenir n'importe quel objet ou renseignement dont l'équipe a besoin de façon très rapide, utilisant généralement des déguisements les plus divers. Bien que Futé ait un grade militaire inférieur à celui de Looping, il opère en tant que second de Hannibal. Il est responsable de l'approvisionnement, de l'équipement et du rassemblement de toutes les informations intéressantes en utilisant de nombreuses astuces. Grâce à son talent, il arrive à avoir un niveau de vie élevé, habitant des appartements luxueux, et conduisant une Chevrolet Corvette blanche (avec une raie rouge comme celle de la camionnette GMC Vandura noire de Barracuda) à partir de la deuxième saison. Il est également un expert dans l'ouverture de serrures et de coffres-forts. N'aimant pas beaucoup le combat à mains nues, il se plaint souvent des bagarres qui arrivent inévitablement entre l'Agence et les malfaiteurs. Dans l'équipe, il est responsable de l'argent et du calcul des dégâts occasionnés par les malfaiteurs. Orphelin, souvent naïf surtout face aux femmes, il fut amoureux lorsqu'il était à l'université d'une femme qui devint nonne. Au cours de la saison 4, on apprend que Templeton Peck n'est pas son vrai nom, et dans la saison 5 il est révélé que le nom de son père est A.J. Bancroft et qu'il se prénomme Richard. Il a une demi-sœur, Ellen. Ses nombreux alias varient au cours des épisodes : Richard Bancroft (son véritable nom), Ricky Ticky, Alvin Brennar, Al Brennan, Al Peck, Holmes Morrison, Morrison Holmes, Templeton Peck. Futé est le seul à ne pas aimer le combat à mains nues. Il a des compétences pour gérer l'équipe quand Hannibal est pris au piège , il est naïf avec les femmes et se fait souvent avoir.
Capitaine H. M. Murdock, dit « Looping »
Il est décrit comme orphelin de mère depuis l'âge de huit ans dans l'épisode pilote. Son véritable prénom, Henry, n'est mentionné que deux fois dans la série, dans l'épisode pilote, par John Smith au téléphone : « Puis-je parler à M. Henry M. Murdock s'il vous plait ? » et dans le dernier épisode de la série où l'un des antagonistes lit, à voix haute, un de ses papiers d'identité où il y a inscrit «Henry M. Murdock ». Capable de piloter tout ce qui peut voler, il est le seul membre de l'équipe non recherché par la police militaire car officiellement interné dans un hôpital militaire pour anciens combattants. Bien qu'il ait été le pilote lors du vol de la banque de Hanoï, il ne faisait pas officiellement partie de l'agence et n'a donc jamais été traqué par la police militaire. Il s'échappe cependant régulièrement de l'hôpital psychiatrique afin de pouvoir rejoindre l'Agence. Les symptômes de sa folie changent d'épisode en épisode, mais collent souvent avec le thème principal de l'épisode. Il s'identifie à des personnages fictifs, a des hallucinations, et croit en l'intelligence des objets inanimés (ex. : une plante, une chaussette qui lui sert de marionnette...). Il se réfère souvent à son chien invisible « Billy ». Looping et Barracuda ont le même groupe sanguin (AB négatif), ce qui permet à Barracuda lors d'un épisode de se faire transfuser avec le sang de Looping. Dans un épisode de la troisième saison, Barracuda indique que Murdock est devenu fou après que son avion s'est écrasé. Looping a une grande culture et parle plusieurs langues dont le chinois, l'espagnol, l'italien, le vietnamien, le swahili... Il est capable d'imiter les voix d'individus célèbres. Il accompagne souvent « Futé » pour récupérer du matériel ou des informations. En V.O., son surnom est « H. M. », et est censé signifier « Howling Mad », qui pourrait être traduit par « Frappadingue ». Looping mentionne lors d'un épisode où il tombe sous le charme du docteur (vétérinaire) Kelly Stevens (jouée, pour l'anecdote, par l'actrice Wendy Fulton, son épouse à la ville), qu'il n'est pas fou, qu'il simule juste car il se sent bien à l'hôpital militaire. Il devient fou néanmoins quand on lui parle d'ammoniac. Casse-cou et bavard, il est très cultivé et peut passer pour le plus comique de la bande.
Sergent Bosco Albert Barracus, dit « Barracuda »
Ancien sergent de la police militaire, il est capable de réparer tout ce qui relève du domaine de la mécanique et a de fabuleux talents de pilote automobile. Il se définit lui-même comme « capable de faire fonctionner tout ce qui a un moteur et des roues ». Connu, dans la bande, pour son goût de la bagarre, c'est en réalité un dur au cœur tendre. Il ne boit jamais d'alcool, mais privilégie le lait. Il prétend détester Looping, mais en réalité, il montrera dans plusieurs épisodes qu'il tient beaucoup à lui, comme au reste de la bande. Barracuda souffre d'un incurable mal de l'air et sa phobie des transports aériens est doublée lorsque c'est Looping qui est aux commandes de l'appareil devant transporter l'Agence. Par conséquent, afin de lui faire prendre l'air, les autres membres de l'équipe doivent ruser pour l'endormir, en droguant sa nourriture ou en l'assommant. Il ne supporte pas que quiconque (et encore moins Looping) touche à sa camionnette. Ne tolérant pas l'injustice, il se dépense sans compter pour les enfants défavorisés (qu'il a lui-même été dans sa jeunesse) en les entraînant dans des clubs de sport et des ateliers de travail manuel. Sa mère le surnomme « douceur », ce qui suscite la moquerie de ses compagnons, surtout Looping. Sympathique et charmeur respectueux, il reste le plus bagarreur.

### Autres personnages

#### Colonel Morrison
Personnage qui est évoqué dans la série et apparaissant furtivement lors du témoignage d'Hannibal Smith lors de son procès devant la Cour Martiale. Il était le chef de l'Agence pendant la guerre jusqu'à sa mort, après que l'équipe a rejoint son quartier général, détruit par les Viet Cong, peu de temps après avoir dévalisé une banque sous l'ordre du colonel. Mais, malheureusement pour eux, toutes les preuves indiquant qu'ils agissaient sur ordre du colonel Morrison ont été détruites.

#### Amy Amanda Allen, dite «Triple A»
La touche féminine de l’équipe, elle est journaliste et a intégré l’équipe après l’avoir engagée pour venir en aide à un de ses amis. Elle n'apparaît que dans les deux premières saisons (24 épisodes). Amy était un bon élément, elle était attachante et courageuse 

#### Tawnia Baker
Journaliste, elle constitue un remplacement de courte durée d'Amy (épisodes 29 à 40).

#### Colonel Derryck Lynch
Le commandant de la prison militaire d'où s'est échappée l'Agence. Le colonel les a poursuivis tout au long de la première saison, mais il n'est vu que dans les épisodes 1 et 10 de la saison 1. (Il a été mentionné comme étant toujours à la poursuite de l'équipe au début de la deuxième saison, sans cependant avoir été vu réellement). Il a également fait un retour surprise dans l'espoir d'arrêter l'Agence au cours de l'épisode La Dernière Séance.

#### Colonel Roderick Decker
C'est le second colonel qui essaye d'arrêter l'Agence. Il est beaucoup plus impitoyable que le colonel Lynch, mais n'obtient pas plus de résultat.

#### Capitaine Crane
Capitaine de l'armée américaine, il seconde le colonel Decker dans sa mission d'arrêter l'Agence.

#### Colonel Briggs
Un colonel qui essaye d'arrêter les membres de l'Agence brièvement au cours de la troisième saison.

#### Général Harlan Fullbright, dit «Bull»
Un autre général qui a essayé également d'arrêter l'Agence, jusqu'à ce qu'il voyage avec eux lors d'un voyage au Vietnam dans la fin de la quatrième saison. Le personnage est tué lors du dernier épisode de cette même saison. L'acteur (Jack Ging) joue le rôle d'un policier dans l'épisode 5 de la première saison.

#### Tia
Tia est la fille du général Fullbright. Il part la retrouver au Vietnam avec l'Agence.

#### Général Hunt Stockwell
C'est le patron de l'Agence pour la cinquième et dernière saison, après qu'ils ont été arrêtés, et qu'ils ont décidés de collaborer. Il demande à l'Agence de travailler pour des missions top secrètes du gouvernement des États-Unis. En contrepartie, ses membres pourront un jour être libres.

#### Carla
L'assistante du général Stockwell.

#### Frankie Santana
Un expert qui aide l'Agence durant la dernière saison. Il rejoint l'équipe sous la demande du général Stockwell après que lui et Looping eurent aidé l'Agence à échapper à un peloton d'exécution.

## Distinctions
- People's Choice Award 1984 : Programme préféré du public.
- Stuntman Award 1985 : Meilleure coordination des cascades pour Craig R. Baxley.
- Troféu Imprensa (Brésil) 1986 : Meilleure série étrangère [16].

## Commentaires

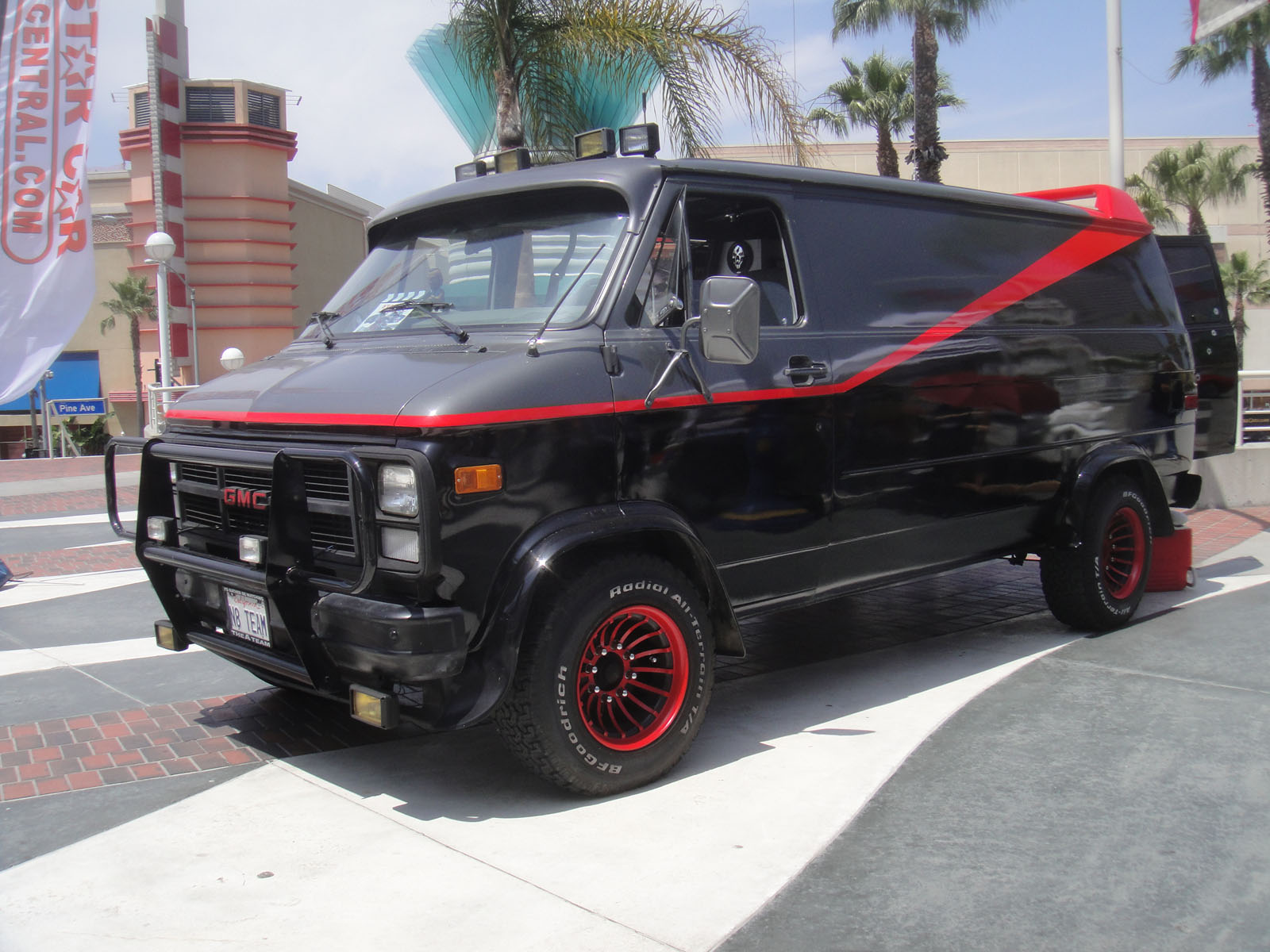
Un van GMC Vandura personnalisé, similaire à celui de L'Agence tous risques dans la série.

- Pour être diffusé à la télévision en syndication, le pilote devait être découpé en deux épisodes distincts d'environ 40 à 45 minutes. En tant que tels, ils sont appelés « Rio Blanco : Partie 1 » et « Rio Blanco : Partie 2 ». Comme l'épisode pilote lui-même est la combinaison de ces deux parties et a été diffusé en film à l'origine, le pilote est conservé intact sur le coffret DVD de la saison 1.
- Le rôle de Futé, plus connu pour être joué par Dirk Benedict tout au long de la série, est interprété dans le pilote par l'acteur Tim Dunigan. Jugé par la production comme étant trop jeune (27 ans) et donc peu crédible pour incarner un vétéran de la guerre du Vietnam, ce dernier est remplacé dès le deuxième épisode par Benedict, alors âgé de dix ans de plus. L'épisode n'avait à l'origine pas de thème d'introduction ni de générique comme les épisodes ultérieurs. Mais à la télévision, l'introduction de la saison 1 est taguée, avec un segment représentant Tim Dunigan en tant que Futé remplaçant le rôle de Dirk Benedict pour la partie 2 de Rio Blanco. Le coffret DVD de la saison 1 présente le pilote dans sa version originale, sans introduction.
- Avant d'être engagé sur la série, Mr. T venait d'incarner le boxeur Clubber Lang dans Rocky 3. Ainsi sa carrière d'acteur fût lancée après avoir travaillé notamment comme videur puis comme garde du corps de vedettes telles que Mohamed Ali, Michael Jackson ou encore Diana Ross.
- Une particularité de cette série, par ailleurs très mouvementée, est le fait qu'il n'y ait (pratiquement) aucun mort. En effet, les méchants se relèvent toujours bien vivants et en bonne santé, peu importe le type d'accident (y compris un crash d'hélicoptère qui aurait été mortel dans le monde réel). Ce procédé permit à la série d'être classée tous public. Cependant, dans le dernier épisode de la saison 4 (Les orages du souvenir), le colonel Sien (George Cheung) se réfugie dans un bunker qui explose lorsque l'agence tous risques contre-attaque, ce qui pourrait suggérer qu'il meurt. Mais le corps de l'homme n'est pas retrouvé.
- Dans le générique d'introduction original de la série (cette scène se trouve dans l'épisode 11 de la saison 2, nommé "Acier"), un robot chromé passe devant Futé, c'est un centurion Cylon issu de la série Galactica de 1978 dans laquelle Dirk Benedict jouait le rôle du lieutenant Starbuck.
- Le générique français est chanté par Noam Kaniel et Nick Carr, et les paroles sont de Haim Saban.
- Dans l'épisode 9 de la première saison, Amy conduit une Renault LeCar (nom de la version Export USA de la Renault 5), voiture qui sera transformée en char d'assaut pour affronter les « méchants » de l'épisode.
- Dans l'épisode 7 de la saison 5 Une vieille amitié, l'épisode fait référence à la série Des agents très spéciaux dans lequel le général Stockwell retrouve son partenaire d'antan, l'acteur David McCallum. On peut remarquer le jingle de transition lumineux entre les scènes, emprunté à cette série. Les noms de leurs personnages, par contre, ont été modifiés.
- James Coburn a été approché pour jouer le rôle d’Hannibal Smith[2].
- Si l'on prête attention à l'Immatriculation de la camionnette de Barracuda, on s'aperçoit qu'elle change souvent.
- La camionnette de Barracuda (GMC Vandura) appartenait en réalité à Stephen J. Cannell (le créateur de la série) qui, tout comme Barracuda, n'aimait pas que qui que ce soit touche à sa camionnette, même les acteurs de la série. Les séquences montrant l'intérieur du véhicule ont donc été tournées dans un décor de studio, tandis que de nombreuses scènes de cascades ont été tournées avec des camionnettes Ford Econoline hâtivement déguisées en camionnette de l'Agence. Le producteur a catégoriquement refusé de prêter son van à l'équipe du film sorti en 2010, ce qui a obligé les accessoiristes du film à déguiser hâtivement un autre GMC Vandura qui, néanmoins, apparaît très peu de temps dans le film. L'habillage du véhicule de la série a été créé par George Barris, célèbre accessoiriste d'Hollywood, qui s'est également occupé de la Ford Gran Torino de Starsky et Hutch, de la Dodge Charger de Shérif, fais-moi peur, de la Batmobile de la série Batman des années 1960, du 4x4 de L'Homme qui tombe à pic, de Kitt dans la dernière saison de K2000 (lorsque la voiture est hérissée d'appendices divers).
- Dans l'épisode Le Jugement dernier, 1re partie, on peut voir un hélicoptère qui ressemble à celui de la série Supercopter, mais ce n'est pas celui de la série. C'est juste un Bell 222 noir si on regarde bien, il n'a aucune des modifications de l'hélico Supercopter et ils n'allaient pas le démonter et le repeindre juste pour le mettre dans la série L'Agence tous risques.
- La notion de temps est étrange au cours de la série. Dans plusieurs épisodes, l'action commence vraiment de bonne heure le matin (bien avant 7 heures par exemple), ou encore en une demi-heure (temps indiqué par Futé) l'équipe a réussi à transformer un bus ordinaire en un bus de transport de prisonniers, avec soudures, blindage et peinture.
- Les voitures des malfaiteurs ont une large propension au vol plané qui s'achève sur le toit du véhicule, dès qu'elles heurtent un obstacle, bien au-delà des lois usuelles régissant la physique et l'énergie cinétique.
- Dans le second épisode de la première saison (1h05 du pilote), sur un biplan que devra piloter Looping, il est fait allusion à la synchronisation entre la mitrailleuse et l'hélice – problème qui, en France, a été traité par Roland Garros.
- Baracus est un "Bro" jouable dans le jeu vidéo Broforce sorti en 2015 sous le pseudonyme de B. A. Broracus.

## Produits dérivés

### DVD
| Saison | Épisodes | Nombre de disques | Dates de sortie                 |
| ------ | -------- | ----------------- | ------------------------------- |
| 1      | 14       | 5                 | 1er janvier 2005                |
| 2      | 23       | 6                 | 21 juin 2005                    |
| 3      | 25       | 6                 | 20 juillet 2006                 |
| 4      | 23       | 6                 | 12 décembre 2006                |
| 5      | 13       | 4                 | 22 mai 2007                     |
| 1 à 5  | 98       | 32                | 14 octobre 2008 12 octobre 2010 |

### Blu-ray
En septembre 2021, l'éditeur Elephant films sort sur Blu-ray la série en version restaurée : coffret intégrale + coffret intégrale DVD avec un livret-guide de la série (96 pages), par le journaliste spécialisé Alain Carrazé et le producteur Stephen J. Cannell.

### Série remastérisée en haute définition
Étant donné que les bobines des épisodes étaient toujours disponibles, en 2015 est réalisé une nouvelle version numérisée en HD 16/9 de la série, accessible en France depuis le 19 février 2015 sur Paris Première.

### Bandes dessinées
- En France, deux bandes dessinées grand format sont parues dans la collection « Les Amis de la TV », parue aux Éditions Lug[18] :
  - Agence tous risques no 1 (album grand format, broché, de 66 page, janvier 1983) : contient les versions françaises des planches américaines éditées ensuite par Marvel Comics : « Les hommes préfèrent les diams ! », « Qui a enlevé Kuramoto ? » et « Le vol du Redbird ! » (ASIN B003WYZN4E)[19] ;
  - Agence tous risques no 2 (album grand format, broché, de 64 pages, février 1983) : contient quatre histoires dessinées par Jim Eldridge et parues précédemment dans le magazine anglais Look-in, contenant des bandes dessinées des épisodes de la série télévisée : « Rebelles », « La cité perdue de Texactl », « Séquestré » et « Western ». (ASIN B00G8FK2WW)[20].
- Aux États-Unis, une série de comics en trois numéros a été publiée par Marvel Comics, de mars à mai 1984[21] :
  - The A-Team #1 (magazine de 36 pages couleurs, mars 1984) : couverture dessinée par John Romita et peinte par Marie Severin. Contient une aventure de 22 planches intitulée « Diamonds Are A Thief's Best Friend » sur un scénario de Jim Salicrup, des dessins et couleurs de Marie Severin et un encrage signé Chick Stone ;
  - The A-Team #2 (magazine de 36 pages couleurs, avril 1984) : couverture dessinée par John Romita et encrée par Frank Springer. Contient une aventure de 22 planches intitulée « Who Kidnapped Kuramoto ? » sur un scénario de Jim Salicrup, des dessins de Jim Mooney, des couleurs de Stan Goldberg et un encrage signé Joe Giella ;
  - The A-Team #3 (magazine de 36 pages couleurs, mai 1984) : couverture dessinée par John Romita et encrée par Mike Esposito. Contient une aventure de 22 planches intitulée « The Flight of the Redbird! » sur un scénario et des dessins d'Alan Kupperberg, un encrage de Brian Moore et des couleurs de Stan Goldberg.

Il faut remarquer que l’adaptation de la série en bande dessinée est sortie en France un an avant celle des États-Unis.

## Adaptation cinématographique
Le tournage du film L'Agence tous risques a débuté en septembre 2009 pour une sortie en 2010. Le script de Skip Woods a été retravaillé par Joe Carnahan et Brian Bloom et produit par 20th Century Fox.

## Dans la culture populaire
- Dans l'épisode 15 de la saison 4 de la série populaire américaine Family Guy, la série fait référence en allant dans une convention de série des années 80 où Peter, Quagmire, Joe et Cleveland se déguiseront respectivemenent en Smith, Face, Murdock et Baracus.
- Dans l'épisode 14 de la saison 1 de la série Transformers Prime, Starscream utilise la phrase fétiche d'Hannibal Smith : « J'adore quand un plan se déroule sans accroc ».
- Dans le doublage français de l'épisode 23 de la saison 5 de Jojo Bizarre Aventure, Golden Wind, Tiziano emploie cette phrase.
- Dans la saison 1, épisode 8 de Rick et Morty : Rick branche la télévision inter-dimensionnelle. En zappant, la famille Smith tombe sur une émission ressemblant à L'Agence tous risques[24].
- Dans Les As de la jungle à la rescousse, Maurice, le leader du groupe, cite une fois la réplique préférée du colonel Hannibal Smith (lui-aussi leader de son groupe).
- La série sera parodiée par Benny Hill en 1985 sous le nom de THE B TEAM[25].
- Dans le roman "La plage" d'Alex Garland (Ed. Le livre de Poche, 1998, traduction de Jeanine Rovet et Marianne Brun-Rovet), la série est explicitement citée, tout particulièrement dans la deuxième partie ("Kho Samui"), chapitre 4 : "Un paradis télévisé" : "- Il nous faut des sacs en plastique, expliqua Etienne. Avec des sacs en plastique, on peut les mettre dedans pour empêcher l'eau d'entrer. Puis... ils flottent. L'air à l'intérieur. - Ouais. Tu crois que ça marchera ? Etienne hocha les épaules: - Je crois. Je l'ai vu à la télévision. - A la télé ? - C'était Agence tous risques. - Agence tous risques? Ah d'accord. Alors tout ira bien", puis dans la troisième partie ("En route"), chapitre 2 : "Roulette thaïlandaise" : "Agence tous risques, c'était une série télé qui faisait un malheur quand j'avais environ quatorze ans. Dedans, Il y avait B.A., Murdoch et Hannibal entre autres - des vétérans du Viêtnam accusés d'un crime qu'ils n'avaient pas commis, qui étaient désormais des mercenaires et s'attaquaient aux méchants contre lesquels la loi ne pouvait rien."
- Playmobil commercialise un coffret (référence 70750) comprenant le fourgon de Barracuda, les 4 personnages et divers petits accessoires.
- TT Games met à l'honneur la série en incluant l'Agence Tous Risques dans le jeu vidéo Lego Dimensions avec Barracuda et son fourgon disponible dans un Fun Pack. Le reste de l'équipe est à déverrouiller en avançant dans le monde dédié à la série.